# Hoogeveen repülőtér
A Hoogeveen repülőtér (IATA: nincs, ICAO: EHHO) repülőtér Hoogeveenben, Hollandiában.

## Forgalom
Az utasforgalom az elmúlt években az alábbi módon változott: